# 3137 Horky

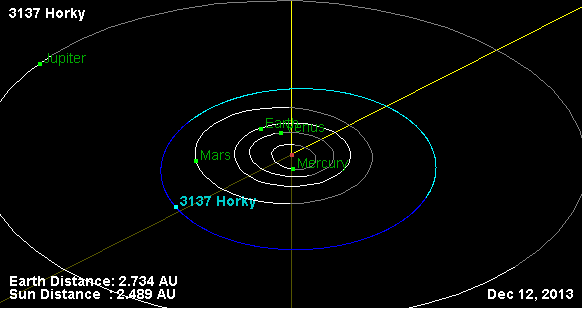
3137 Horky

3137 Horky eller 1982 SM1 är en asteroid i huvudbältet som upptäcktes den 16 september 1982 av den tjeckiske astronomen Antonín Mrkos vid Kleť-observatoriet i Tjeckien. Den är uppkallad efter en kulle utanför Horky i Tjeckien.
Asteroiden har en diameter på ungefär 6 kilometer.